# Jonathan Gallant
Jonathan Gallant, född 23 juli 1976, är basist det kanadensiska i punk-/rockbandet Billy Talent. 
Gallant har franskt ursprung men växte upp i Streetsville, Ontario och började spela bas vid 12 års ålder. Han spelade i To Each His Own med sin klasskamrat Benjamin Kowalewicz. Tillsammans med Kowalewicz, gitarristen Ian D'Sa och trummisen Aaron Solowoniuk bildade Gallant bandet Pezz, som senare blev Billy Talent.